# إيست هيلس (نيويورك)
إيست هيلس (بالإنجليزية: East Hills, New York)‏ هي منطقة سكنية تقع في الولايات المتحدة في مقاطعة ناسو، نيويورك. يقدر عدد سكانها بـ 6,955 نسمة ومساحتها 5.9 كم2 وترتفع عن سطح البحر 57 متر.

## التركيبة السكانية
حدّد مكتب تعداد الولايات المتحدة بيانات التركيبة السكانية لإيست هيلس في تعداد الولايات المتحدة. في ما يلي، التركيبة السكانية حسب تعدادي 2000 و2010.

### تعداد عام 2000
بلغ عدد سكان إيست هيلس 6,842 نسمة بحسب تعداد عام 2000، وبلغ عدد الأسر 2,245 أسرة وعدد العائلات 2,030 عائلة مقيمة في القرية. في حين سجلت الكثافة السكانية 1,159.7 نسمة لكل كيلومتر مربع (3,003.6/ميل2). وبلغ عدد الوحدات السكنية 2,275 وحدة بمتوسط كثافة قدره 385.6 لكل كيلومتر مربع (998.7/ميل2).
وتوزع التركيب العرقي للقرية بنسبة 92.94% من البيض و0.80% من الأمريكيين الأفارقة و0.01% من الأمريكيين الأصليين و4.82% من الأمريكيين ذوي الأصول الآسيوية و0.01% من سكان جزر المحيط الهادئ و0.57% من الأعراق الأخرى و0.83% من عرقين مختلطين أو أكثر و1.48% من الهسبانيون أو اللاتينيون من أي عرق.
بلغ عدد الأسر 2,245 أسرة كانت نسبة 47.2% منها لديها أطفال تحت سن الثامنة عشر تعيش معهم، وبلغت نسبة الأزواج القاطنين مع بعضهم البعض 84.4% من أصل المجموع الكلي للأسر، ونسبة 4.9% من الأسر كان لديها معيلات من الإناث دون وجود شريك، بينما كانت نسبة 1.1% من الأسر لديها معيلون من الذكور دون وجود شريكة وكانت نسبة 9.6% من غير العائلات. تألفت نسبة 8.5% من أصل جميع الأسر من عدة أفراد يعيشون في نفس المنزل ونسبة 5.4% كانت تتألف من شخص يعيش بمفرده يبلغ من العمر 65 عاماً أو أكثر. وبلغ متوسط حجم الأسرة المعيشية 3.04، أما متوسط حجم العائلات فبلغ 3.20.
بلغ العمر الوسطي للسكان 41.3 عاماً. وكانت نسبة 29.9% من القاطنين تحت سن الثامنة عشر، وكانت نسبة 3.9% بين الثامنة عشر والرابعة والعشرين عاماً، ونسبة 23.2% كانت واقعةً في الفئة العمرية ما بين الخامسة والعشرين والرابعة والأربعين عاماً، ونسبة 28.5% كانت ما بين الخامسة والأربعين والرابعة والستين، ونسبة 14.4% كانت ضمن فئة الخامسة والستين عاماً فما فوق. يوجد لكل 100 أنثى 97.4 ذكر، ويوجد لكل 100 أنثى في الثامنة عشر من عمرها فما فوق 92.9 ذكر.
بلغ متوسط دخل الأسرة في القرية 150,148 دولارًا، أما متوسط دخل العائلة فبلغ 159,664 دولارًا. وكان متوسط دخل الذكور 100,001 دولارًا مقابل 52,115 دولارًا للإناث. وسجل دخل الفرد الخاص بالقرية 59,541 دولارًا. وكانت نسبة 1.2% من العائلات ونسبة 1.2% من السكان تحت خط الفقر، وكان من هؤلاء نسبة 1.1% تحت سن الثامنة عشر ونسبة 3% في الخامسة والستين من العمر وما فوق.

### تعداد عام 2010
بلغ عدد سكان إيست هيلس 6,955 نسمة بحسب تعداد عام 2010، وبلغ عدد الأسر 2,252 أسرة وعدد العائلات 2,021 عائلة مقيمة في القرية. في حين سجلت الكثافة السكانية 1,178.8 نسمة لكل كيلومتر مربع (3,053.1/ميل2). وبلغ عدد الوحدات السكنية 2,301 وحدة بمتوسط كثافة قدره 390 لكل كيلومتر مربع (1,010.1/ميل2).
وتوزع التركيب العرقي للقرية بنسبة 89.85% من البيض و0.95% من الأمريكيين الأفارقة و7.40% من الأمريكيين ذوي الأصول الآسيوية و0.49% من الأعراق الأخرى و1.31% من عرقين مختلطين أو أكثر و2.24% من الهسبانيون أو اللاتينيون من أي عرق.
بلغ عدد الأسر 2,252 أسرة كانت نسبة 47.7% منها لديها أطفال تحت سن الثامنة عشر تعيش معهم، وبلغت نسبة الأزواج القاطنين مع بعضهم البعض 82.3% من أصل المجموع الكلي للأسر، ونسبة 5.5% من الأسر كان لديها معيلات من الإناث دون وجود شريك، بينما كانت نسبة 2% من الأسر لديها معيلون من الذكور دون وجود شريكة وكانت نسبة 10.3% من غير العائلات. تألفت نسبة 9.1% من أصل جميع الأسر من عدة أفراد يعيشون في نفس المنزل ونسبة 6.4% كانت تتألف من شخص يعيش بمفرده يبلغ من العمر 65 عاماً أو أكثر. وبلغ متوسط حجم الأسرة المعيشية 3.09، أما متوسط حجم العائلات فبلغ 3.27.
بلغ العمر الوسطي للسكان 43.6 عاماً. وكانت نسبة 29.6% من القاطنين تحت سن الثامنة عشر، وكانت نسبة 5% بين الثامنة عشر والرابعة والعشرين عاماً، ونسبة 17.6% كانت واقعةً في الفئة العمرية ما بين الخامسة والعشرين والرابعة والأربعين عاماً، ونسبة 33.1% كانت ما بين الخامسة والأربعين والرابعة والستين، ونسبة 14.6% كانت ضمن فئة الخامسة والستين عاماً فما فوق. وتوزع التركيب الجنسي للسكان بنسبة 49.1% ذكور و50.9% إناث.